# Affaire Magalie Part
L'affaire Magalie Part est une affaire criminelle française non élucidée dans laquelle la disparition de Magalie Part, âgée de 19 ans, est signalée le 26 mars 2001 dans le Pays de Gex. Son corps est retrouvé avec de multiples traces de coups et des fractures, à demi calciné au pied du Vuache sur la commune de Vulbens le 27 mars 2001.

## Biographie de la victime

### Enfance
Magalie Bertrand est née le 17 janvier 1982 à l'hôpital de Nantua dans l'Ain,.
Elle est la fille d'Éric Bertrand, chauffeur de poids lourd et d'Évelyne Bertrand, mère au foyer. Elle est l'aînée d'une fratrie de cinq enfants et passe son enfance à Lancrans près de Bellegarde-sur-Valserine dans l'Ain. Son père et sa mère divorcent en 1994, et ce dernier se remarie avec Marie et part s'installer près de Fribourg en Suisse. Magalie Bertrand vit mal cette séparation.

### Rencontre et mariage avec Geoffrey Part
Le 12 juillet 1998, Magalie Bertrand rencontre Geoffrey Part au cours de la fête donnée le 15 juillet 1998, pour célébrer la Coupe du monde, à Bellegarde. En septembre, elle part du domicile de sa mère pour pouvoir vivre sa relation avec lui, après avoir arrêté ses études.
Geoffrey Part est originaire du nord de la France, ses parents ont déménagé à Collonges-Fort-l'Écluse quand son père Patrick Part a trouvé un emploi au service entretien du CERN. Son père est notoirement alcoolique et devient parfois violent avec son fils âgé de dix ans. Geoffrey Part est le deuxième enfant et s'oppose souvent à son père. Cette situation lui vaut d'être placé par le juge des enfants dans un foyer à Bourg-en-Bresse. Il effectue un séjour de quelques jours à la prison de Champ-Dollon à Genève à la suite de la plainte pour violences déposée par son ex-petite amie.
La mère de Magalie, Évelyne, n'accepte pas cette relation, au vu du passé de Geoffrey Part. Magalie Bertrand part alors vivre chez son père à Domdidier, ce dernier acceptant sa relation avec Geoffrey Part. Elle devient aide-soignante dans un home médicalisé d'Avenches. Elle en part après ses dix-huit ans pour vivre auprès de son compagnon, qu'elle épouse le 23 décembre 2000 et habite avec lui à Ornex, dans le Pays de Gex, non loin de la frontière suisse, à côté de Genève. Son mari est alors peintre en bâtiment, tandis qu'elle est employée dans l'entreprise de bricolage Bricorama.

## Disparition et meurtre de Magalie Part

### Disparition de Magalie Part
Le dimanche 25 mars, veille du signalement par Geoffrey Part de la disparition de Magalie Part à la gendarmerie d'Ornex, le couple part pêcher avec des amis et reçoit, aux environs de 20 heures, des amis, Farrida et Roméo. Farrida témoigne plus tard du fait que son amie a reçu de la lingerie de son beau-père, Patrick Part.
Lundi 26 mars, selon Geoffrey Part, Magalie Part lui prépare un petit déjeuner avant son départ au travail et lui exprime son intention d'aller acheter des cigarettes, en promenant sa jeune chienne rottweiler Redza, à Ferney-Voltaire, à environ 2 kilomètres de leur domicile.
Ne trouvant pas Magalie Part à la maison lors de son retour du travail à 16 h 30 et constatant l'absence de la jeune chienne, Geoffrey Part déclare se rendre en scooter sur le lieu de travail de Magalie, le Bricorama de Cessy où elle travaille comme employée de caisse, mais ne l'y trouve pas. Sa collègue Virginie Bogeart indique qu'elle ne s'est pas présentée sur son lieu de travail et n'a pas prévenu de son absence, ce qui n'est pas dans ses habitudes.
Le frère de Geoffrey Part, Jepherson Part, l'appelle pour lui indiquer qu'il a laissé des messages sur le téléphone de Magalie, sans recevoir d'appel en retour.
Geoffrey Part signale la disparition de Magalie Part à la gendarmerie le lundi 26 mars aux environs de 20 heures, précisant qu'elle ne répond pas aux appels, qu'elle était absente de son travail ce jour, ainsi que le fait que la table du petit déjeuner n'était pas débarrassée lorsqu'il est rentré du travail.
Avec son ami Roméo, qui possède un véhicule tout-terrain, ils partent sillonner les routes du Pays de Gex pour retrouver Magalie Part. À 5 heures du matin, ils arrêtent les recherches. Geoffrey Part va placarder des avis de recherche avec le signalement de Magalie Part à Ferney-Voltaire.

### Découverte du corps
Le matin du 27 mars vers 11 heures, Nicolas Vuichard, un jeune paysan, se promène dans la forêt pour ramasser des champignons. Sur le bas-côté du chemin forestier, non loin de la ferme de son oncle, il découvre le corps d'une jeune femme, qui est en partie dénudé et calciné. Il part avertir son oncle Blaise Cudet qui appelle la police, après vérification qu'il s'agit bien d'un cadavre.
La gendarmerie fait le rapprochement avec la disparition de Magalie signalée la veille, grâce à la présence d'une gourmette et d'un anneau à l'intérieur duquel est gravé « Geo à Maigue 23.12.2000 ».
À proximité du corps, les gendarmes retrouvent un mégot de cigarette d'une marque commercialisée seulement en Suisse à l'époque, un couteau planté dans un tronc d'arbre, des emballages de barres chocolatées et à 300 m plus bas du sentier, dans un conteneur, un jerrycan d'essence vide. Aucune trace d'un brasier n'est découvert aux alentours du lieu de découverte, cela indique que le corps a été calciné dans un autre secteur, non décelé à ce jour.

### Enquête policière

#### Débuts de l'enquête
C'est la section de recherches de Chambéry qui est chargée d'enquêter sur les circonstances de ce crime, alors qu'une juge d'instruction est saisie du dossier à la suite de l'ouverture d'une information judiciaire  du parquet de Thonon-les-Bains) est saisie de l'affaire et ouvre une information judiciaire.[pas clair]
L'enquête policière piétine pour plusieurs raisons. Aucune preuve matérielle n'est retrouvée et la crémation du corps a fait disparaître tous les éléments permettant d'affiner les résultats de l'autopsie. De plus, des maladresses et des pertes d'éléments pouvant constituer des preuves matérielles ont lieu pendant les premières heures - pourtant déterminantes - de l'enquête.
Les enquêteurs sont rapidement persuadés que Magalie Part est morte victime d'une mauvaise rencontre, en fin de matinée du 26 mars, et abandonnent toute investigation poussée de l'entourage de Magalie Part. Ce n'est qu'en 2003, notamment sous la pression médiatique exercée en Suisse, que l'enquête repart dans une autre direction ; mais le temps s'est écoulé  et les preuves matérielles qui auraient pu être établies dans les premières heures après le crime ont disparu.

#### Reconstitution des journées des 25 et26 mars 2001
Blaise Cudet, qui habite la commune de Vulbens et possède une ferme près de l'endroit où le corps est retrouvé, rapporte que ses chiens ont aboyé vers deux heures du matin le 26 mars, puis encore vers cinq heures. La police pense donc que le corps a été déposé dans cette fourchette horaire, mais ne peut établir ni l'heure ni la date précise du décès.
La dernière personne connue ayant vu Magalie Part vivante serait son mari Geoffrey Part, le matin du 26 mars. Les enquêteurs interrogent les proches et reconstituent l'emploi du temps de Magalie Part les jours avant la découverte de son corps.
Le dimanche 25 mars, le couple est allé à la pêche pendant la journée, et a reçu un couple d'amis. Farrida, l'amie de Magalie présente ce soir là, rapporte une conversation dans laquelle Magalie Part lui dit qu'elle a reçu de la lingerie en cadeau de son beau-père. Vers 22 heures, la messagerie du téléphone portable de Magalie Part est consultée, puis le téléphone est éteint définitivement.
Le matin du 26 mars, Geoffrey Part indique que Magalie Part lui prépare son petit déjeuner avant qu'il ne parte travailler. Selon lui, elle indique son intention d'aller promener son chien, un rottweiler, en allant s'acheter des cigarettes à Ferney-Voltaire, ville située à 2 km environ de son domicile à Ornex. Le père de Geoffrey Part, Patrick Part, affirme ne pas la trouver chez elle à 10 h alors qu'il passe prendre du courrier.
Des témoins, interrogés après la découverte du meurtre, affirment l'avoir vue sur la commune de Saint-Genis-Pouilly entre 9 h 30 et 11 h du matin avec son chien. Magalie Part ne possède pas de voiture, et la question se pose de savoir comment elle s'est rendue dans cette ville distante de 7 km de Ferney-Voltaire. Ils reviennent toutefois sur leurs dires quand le père de Magalie Part leur montre la photo de sa fille, mais les gendarmes s'appuieront sur ces témoignages et établissent ainsi que l'heure du décès ne peut avoir lieu qu'à partir de la fin de la matinée du 26 mars. Selon Georges Rimondi, avocat d'Éric Bertrand (le père de Magalie), le fait que les gendarmes établissent la possibilité du décès seulement à partir de ce moment a conduit l'enquête à ne pas approfondir les vérifications des alibis avant cette heure. Selon le père de Magalie Part, la juge d'instruction chargée du dossier part sur l'hypothèse d'une mauvaise rencontre  (c'est ce qu'il déclare dans l'émission Les Faits Karl Zéro le 26 novembre 2010 sur 13e rue).
Vers 13 heures à Saint-Genis-Pouilly, alors qu'il est admis que Magalie Part est probablement déjà morte, les cartes bancaires du couple font l'objet d'une tentative de retrait, d'abord de 2 000 francs sur le compte de Magalie Part, puis de 200 francs sur le compte de Geoffrey. La tentative de retrait échoue pour la carte de Magalie Part car le code est erroné, mais aboutit pour la carte de Geoffrey.

#### Autopsie
L'autopsie débute le 28 mars 2001 à l'hôpital de Chambéry par une radiographie. Elle ne révèle aucun corps étranger, mais douze fractures. Le corps est abîmé, du fait de sa crémation. La carbonisation du corps empêche la détermination exacte de l'heure du décès, car les techniques habituelles d'analyse établies avec la température corporelle ou la rigidité cadavérique ne peuvent être pratiquées. L'autopsie détermine toutefois que les fractures ont été faites avant la crémation et, alors que la victime était morte, lors de la crémation. L'autopsie détermine aussi la position du corps probable par l'examen des zones protégées de la combustion. Elle permet d'établir que la combustion a sans doute eu lieu dans un fût cylindrique. Par ailleurs, aucun élément ne permet de conclure à une agression sexuelle, aucune trace de strangulation n'est mise en évidence et, si des traces de sperme sont retrouvées, elles ne sont pas présentes en quantité suffisante pour permettre l'identification par ADN.
Sur le mégot de cigarette de marque marocaine, dont la marque est commercialisée uniquement en Suisse, on trouve l'ADN de Magalie Part, qui ne fume pas habituellement cette marque. La jeune fille n'a pas pu fumer cette cigarette sur place, car elle était morte au moment du dépôt du corps. La question se pose donc de savoir comment ce mégot est arrivé là, qui lui a donné cette cigarette et s'il s'agit d'une mise en scène comprenant aussi le couteau planté dans l'arbre et le jerrycan d'essence vide abandonné. Aucun autre objet appartenant à la victime n'est retrouvé par la suite (sac à main, clefs, etc.). La chienne rottweiler de Magalie Part est retrouvée errant près de la commune de Crozet. Elle ne fait l'objet d'aucune investigation.
L'autopsie permet toutefois de mettre en évidence la grande violence exercée sur le corps, ce qui peut induire l'hypothèse d'un fort ressentiment de l'auteur(e) du meurtre envers sa victime.

## Couverture médiatique et difficultés de l'enquête
L'affaire a eu au départ peu de couverture médiatique ; mais le piétinement de l'enquête conduit l'entourage à essayer de médiatiser les circonstances du meurtre dans l'espoir de mettre au jour de nouveaux éléments par des reportages télévisés.
C'est du côté des médias en Suisse que se profilent les premières critiques au sujet des dysfonctionnements de l'enquête. En 2003 d'abord, un reportage de la Télévision Suisse Romande (TSR) de l'émission Faits Divers présentée par Sofia Pekmez met au jour les multiples incohérences de l'enquête. Les responsables de l'enquête ont laissé des preuves matérielles disparaître : analyses ADN, traces de pneus. Surtout, ils n'ont pas estimé nécessaire d'analyser ni de fouiller les voitures de l'entourage proche de Magalie Part. Les pistes menant à l'incrimination de l'entourage proche de Magalie Part ont été négligées au profit de l'hypothèse de l'acte d'un « gitan », d'un « squatteur » ou d'un « rôdeur ». L'affaire Flactif qui éclate en 2003 et pour la résolution de laquelle d'énormes moyens policiers sont mis en place, a pu contribuer à la mise à l'écart du traitement médiatique et judiciaire de l'affaire Magalie Part.
En 2004, Sofia Pekmez revient à nouveau sur ce fait divers, en invitant notamment le journaliste Alain Jourdan de la Tribune de Genève. Dans cette émission, le père de Magalie Part demande qu'une véritable enquête soit menée avec sérieux en France. Alain Jourdan évoque les manquements des débuts de l'enquête et les pistes sérieuses qui n'ont pas été investiguées dans l'entourage de Magalie Part.

### La chienne
La chienne de Magalie Part, dénommée Redza, est retrouvée le 28 mars 2001 par un habitant de la commune de Crozet à 9,5 km à l'ouest de Ferney-Voltaire. La chienne serait venue jusqu'à une porte fenêtre de son habitation, affamée mais le pelage sec, propre, et exhalait le parfum de Magalie Part alors qu'elle était censée avoir « erré » depuis deux jours sous une pluie battante. Geoffrey Part la récupère directement et aucune analyse n'est faite sur le pelage de Redza, alors qu'elle a pu être en contact avec le ou la coupable.

### Des preuves égarées
Le journaliste Alain Jourdan révèle pendant l'émission que dès les premières semaines après l'enquête, une de ses sources lui a certifié que des traces d'ADN prélevées sur le corps de Magalie Part ont été égarées dans les premières heures. Ces éléments seront retrouvés à la suite de l'analyse des données par le laboratoire génétique de Nantes qui en avertit les proches par courrier.
Des traces de pneus ont été effacées car le périmètre de sécurité autour du corps n'a pas été efficace dans les premières heures.

### L'analyse du bol gastrique
L'avocat du père de Magalie Part, Georges Rimondi, révèle au cours de l'émission Fait Divers de 2004 diffusée sur la TSR, que l'autopsie du bol gastrique a déterminé ce qui s'y trouvait, mais il ne souhaite pas révéler les conclusions de cette analyse. Il déclare aussi que les causes de la mort de Magalie Part sont désormais connues, mais ne peuvent pas être dévoilées. Il affirme aussi dans cette émission que l'enquête doit se diriger vers des investigations poussées de l'entourage de Magalie Part, contrairement à ce qui était admis par la gendarmerie française au départ.

### Des équipes divisées
Alain Jourdan est d'avis que les dissensions entre les deux équipes chargées de l'enquête (les sections de recherche d'Annemasse et de Chambéry) ont provoqué des retards dans le traitement des données recueillies, notamment du fait d'hypothèses dirigeant l'enquête dans la mauvaise direction. Le fait que le tribunal compétent soit situé à Thonon, relativement éloigné du lieu du crime, l'indifférence des médias, et une enquête qui a mal démarré, tous ces éléments font que cette affaire est tombée dans l'oubli trop vite selon lui. Il souligne que la presse n'a pas fait son travail d'investigation pour maintenir une pression médiatique afin que l'enquête soit maintenue.

### Éléments nouveaux révélés par l'émission suisseFaits divers
Sofia Pekmez révèle un fait nouveau pendant l'émission du 20 février 2003. Magalie Part prenait des antidépresseurs et aurait été quatre fois absente de son travail en prenant un congé maladie. Sur le plateau de l'émission, le père de la victime, Éric Bertrand, et son mari, Geoffrey Part, disent ne pas avoir été au courant.

### Exhumation du corps en 2016
Le juge d'instruction de Thonon-les-Bains fait exhumer le corps de Magalie Part le 9 avril 2016, afin d'effectuer des analyses complémentaires d'ADN,.

### Suicide de Geoffrey Part en 2018
Le 15 septembre 2018, Geoffrey Part se suicide par pendaison à son domicile du Pays de Gex.

### Enregistrements téléphoniques en 2023
En 2023, de nouvelles preuves apparaissent selon lesquelles le père de Geoffrey Part affirme ne pas avoir quitté son domicile en Suisse le soir de l'incident. Cependant, son téléphone a été marqué à 23 heures près de l'endroit où le corps de Magalie Part a été retrouvé.

## Médiagraphie

### Documentaires télévisés
- « Retour sur le meurtre de Magalie Part », Enquêtes criminelles, W9, 26 janvier 2022.

Témoignages : Eric le père de Magalie, la grand-mère de Magalie et Geoffrey Part.
- « Crime non résolu[17] » le 28 février 2003 dans Faits Divers sur la TSR.
- Arnaud Poivre d'Arvor, « L'affaire Magalie Part » (Non élucidé), France 2
- « L'énigme Magalie Part[6],[18],[19] » le 26 novembre 2010 dans Les Faits Karl Zéro sur 13e rue.
- « Qui a tue magalie part ? », 16 septembre 2011, En quête de vérité, NRJ 12.
- « Affaire Magalie Part[12] » le 7 décembre 2011 dans Zone d'ombre sur RTS.
- « Affaire Magalie Part[8] » le 3 février 2013 et 27 juillet 2014 dans Non élucidé sur France 2.
- « Parents d'enfants assassinés » Engrenage Infernal le 10 avril 2013 sur Planète+ Justice.
- « Qui a tué Magalie ? » (troisième reportage) dans « ... en Haute-Savoie » le 19 et 26 mai et 3 juin 2014 dans Crimes sur NRJ 12.

### Émissions radiophoniques
- « Qui a tué Magalie Part ? » le 22 janvier 2015 et « L'affaire Magalie Part » le 26 septembre 2018 dans L'Heure du crime de Jacques Pradel sur RTL.
- « Magalie Part » le 29 septembre 2016 dans Hondelatte Raconte de Christophe Hondelatte sur Europe 1.

### Articles de presse
- « Bellegarde - Affaire Magalie  Bertrand (Part) : des armes pour la vérité », 14 mai 2014, Le Messager.
- « Un criminologue pour élucider enfin le meurtre de Magalie Part », 7 juin 2015, Le Progrès.
- « Bellegarde/Pays de Gex : un rebondissement possible dans l’affaire Magalie Part », 28 octobre 2015, Le Pays Gessien.
- « Magali, 19 ans, battue à mort », 1er avril 2001, Le Parisien.
- « Dix ans après le meurtre de sa fille, un père cherche toujours la vérité », 19 janvier 2011, La Tribune de Genève.
- « L’affaire Magalie Part n’a pas encore livré ses secrets », 5 août 2013, Le Dauphiné.